# La Quatrième Main
La Quatrième Main (titre original : The Fourth Hand) est un roman de l'écrivain américain John Irving publié en 2001. Il s'agit de son dixième ouvrage.

## Résumé
Alors qu’il tourne un reportage dans un cirque en Inde, le reporter new yorkais Patrick Wallingford est victime d’un accident au cours duquel il se fait arracher une main par un lion. La scène, diffusée en direct à la télévision, est suivie par des millions de téléspectateurs américains. Pour Patrick, la notoriété ainsi acquise va déclencher une succession de rencontres qui vont bouleverser sa vie. Celle du docteur Nicholas M. Zajac, qui souhaite réaliser la première greffe de main de l’histoire du pays. Celle, ensuite, de Doris Clausen, une ménagère du Wisconsin qui va permettre cette greffe en lui offrant la main de son mari, lorsque ce dernier décède subitement. Entre ces deux personnages, se noue alors une relation particulière lorsque la veuve demande un "droit de visite" auprès de la main de son défunt mari.

## Thématiques et genèse de l’œuvre

### Inspiration
Dans une interview accordée par l'auteur au journal l'Humanité, Irving raconte qu'il a eu l'idée d'écrire son ouvrage en 1998, en visionnant un reportage portant sur les transplantations chirurgicales. Sa femme l'aurait alors aidé à affiner son choix en suggérant une rencontre entre les protagonistes (receveur et famille du donneur). Le roman aurait été réalisé concomitamment à la présence de l'auteur sur un tournage au cours duquel il s'ennuyait, n'ayant pas assez de travail à réaliser.

### Spécificité par rapport à l'ensemble de l’œuvre d'Irving
Le récit s'étend sur moins de quatre cent pages, ce qui en fait un texte relativement court au regard des autres œuvres publiées par l'auteur.
Corrélativement à cet aspect, l'intrigue développée prend place sur une courte période, rompant avec les habitudes de l'auteur, qui nous invite le plus souvent à suivre le destin de ses personnages sur de longues périodes, de leurs naissances à leurs morts.

### Thématiques abordées
La Quatrième Main aborde un certain nombre de thématiques, récurrentes dans l’œuvre d'Irving. L'histoire est présentée comme une comédie ou une tragi-comédie et l'aspect insolite de ses personnages et de ses péripéties - et l'enchaînement complexe et souvent burlesque de ces dernières - s'inscrivent dans la continuité formelle des œuvres de l'auteur.
Sur le fond, elles servent une fois de plus à poser la question de l'adaptation et de la réaction des personnages face à de graves accidents ou bouleversements, et in fine à interroger les rapports humains, plus particulièrement ceux à l’œuvre au sein du couple et de la famille modernes.

## Édition et traduction en français
John Irving (trad.  Josée Kamoun), [« The Fourth Hand »], Paris, éd. du Seuil, 2002, 384 p.